# Джін Шорт
Юджін «Джін» Шорт (англ. Eugene "Gene" Short, 7 серпня 1953, Мейкон, Міссісіпі — 16 березня 2016, Х'юстон, Техас) — американський професіональний баскетболіст, що грав на позиції легкого форварда за декілька команд НБА. Гравець національної збірної США. Старший брат баскетболіста Первіса Шорта.

## Ігрова кар'єра
На університетському рівні грав за команду Джексон Стейт (1972—1975). У 1974 та 1975 році визнавався найкращим баскетболістом конференції SWAC.
1975 року був обраний у першому раунді драфту НБА під загальним 9-м номером командою «Нью-Йорк Нікс». Проте професіональну кар'єру розпочав 1975 року виступами за «Сіетл Суперсонікс», захищав кольори команди із Сіетла протягом одного неповного сезону.
Другою і останньою ж командою в кар'єрі гравця стала «Нью-Йорк Нікс», до складу якої він приєднався 1975 року і за яку відіграв решту сезону.